# 馬薩皮夸帕克 (紐約州)
馬薩皮夸帕克（英語：Massapequa Park）是位於美國紐約州拿騷縣的村。

## 人口
根據2020年美國人口普查的數據，馬薩皮夸帕克的面積為5.82平方千米，當中陸地面積為5.68平方千米，而水域面積為0.14平方千米。當地共有人口17109人，而人口密度為每平方千米2,940人。